# Belle-Île (centre commercial)
Pour les articles homonymes, voir Belle-Île.
Belle-Île ou Belle-Île en Liège est un centre commercial de la ville belge de Liège. Le complexe est situé au sud-est  de Liège et abrite 100 commerces ainsi qu'un Carrefour Market.

## Étymologie
Le nom du centre commercial lui vient du fait qu'il se situe sur une île. Cette île est formée par la Meuse, l'Ourthe et le canal de l'Ourthe. Le logo du centre commercial rappelle cette particularité. Les lignes blanches représentent les cours d'eau et le triangle rose l'île. Le canal de l'Ourthe a été inauguré en 1847 et le cours de l'Ourthe a été rectifié de 1902 à 1905. Auparavant, un bras de l'Ourthe appelé le Fourchu Fossé contournait l'actuel centre commercial par le sud.

## Historique
Le centre commercial ouvert le 23/03/1995 est construit sur le site de l'ancienne usine de la Compagnie Générale des Conduites d'Eau. La société Wereldhave Belgium en est la propriétaire.

## Description
Les commerces de Belle-Île se situent sur un seul niveau au premier étage. Le centre commercial est accessible via 4 entrées depuis le parking du rez-de-chaussée par escalators et escaliers vers les places des Conduites d'Eau, de l'Ourthe, des Vennes et du Fourchu Fossé. Le bâtiment a une longueur totale de 400 m pour une largeur maximale de 143 m.
Le centre commercial Belle-Île dispose :
- de 100 magasins et boutiques et d'un hypermarché,
- d'un parking gratuit de 2 400 places (dont 1600 couvertes[2]),
- d'un espace-jeu surveillé,
- d'un aménagement facilitant l’accès des personnes moins valides (ascenseur),
- d'animations variées toute l’année,
- de l'air conditionné,
- de toilettes,
- de la présence permanente d'agents de sécurité.

Les boutiques de Belle-Île sont ouvertes du lundi au jeudi et le samedi de 10h à 19h et le vendredi de 10h à 20h. À certaines occasions, le centre commercial ouvre ses portes le dimanche ou organise des nocturnes. 

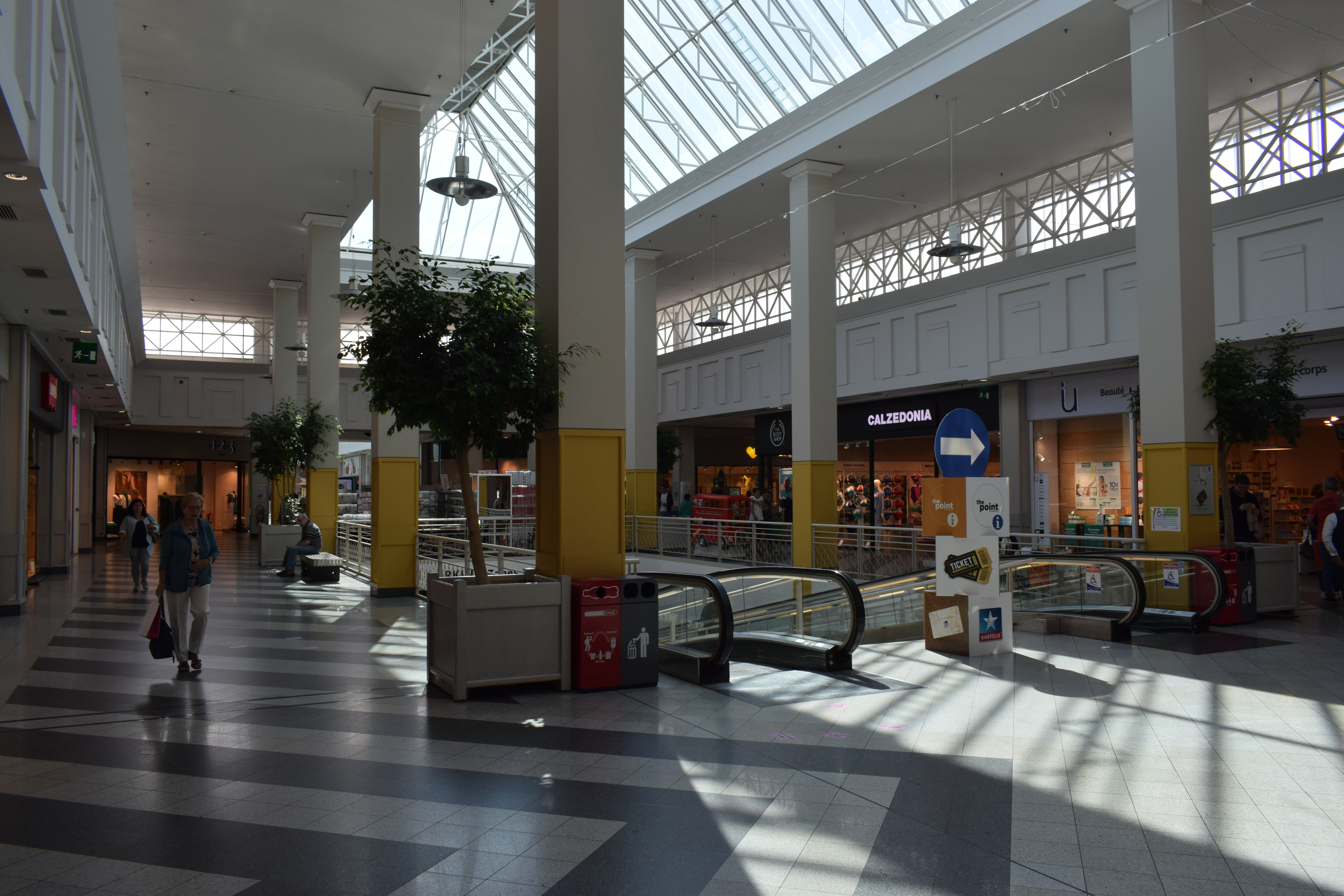
Intérieur de Belle Île

## Accès
Le centre commercial est accessible en voiture par la sortie 38 de l'autoroute A602/E25/E40, en train depuis la gare d'Angleur et en bus par les lignes TEC 26 (terminus "Belle-Île" pour certains services), 4, 25, 30, 31, 48 (arrêt "Monument Gramme"), 64 et 65 et 377 (arrêt "Pont de Belle-Île").